# Anthurium acaule
Anthurium acaule (Jacq.) Schott, 1829 è una pianta della famiglia delle Aracee, originaria delle Piccole Antille.

## Tassonomia
La sua tassonomia ha una storia complicata: infatti il nome Anthurium acaule è stato più volte attribuito ad altre piante.